# Lądowisko Końskie-Szpital Specjalistyczny im. św. Łukasza
Lądowisko Końskie-Szpital Specjalistyczny im. św. Łukasza – lądowisko sanitarne w Końskich, w województwie świętokrzyskim, położone przy ul. Gimnazjalnej 41B. Przeznaczone jest do wykonywania startów i lądowań śmigłowców sanitarnych i ratowniczych w dzień i w nocy o dopuszczalnej masie startowej do 5700 kg.
Zarządzającym lądowiskiem jest Zespół  Opieki Zdrowotnej Szpital Specjalistyczny im. Św. Łukasza w Końskich. W roku 2014 zostało wpisane do ewidencji lądowisk Urzędu Lotnictwa Cywilnego pod numerem 275
Koszt budowy lądowiska wyniósł 500 tys. zł.